# Meehania
Meehania là một chi thực vật có hoa trong họ Hoa môi (Lamiaceae).

## Các loài
Chi Meehania gồm các loài:
- Meehania cordata (Nutt.) Britton, 1894: Miền đông Hoa Kỳ.
- Meehania faberi (Hemsl.) C.Y.Wu, 1959: Trung Quốc (Cam Túc, Tứ Xuyên).
- Meehania fargesii (H.Lév.) C.Y.Wu, 1959: Miền nam và đông nam Trung Quốc (Quảng Đông, Quảng Tây, Quý Châu, Hồ Bắc, Hồ Nam, Giang Tây, Tứ Xuyên, Vân Nam, Chiết Giang).
- Meehania henryi (Hemsl.) Y.Z.Sun ex C.Y.Wu, 1959: Trung Quốc (Quý Châu, Hồ Bắc, Hồ Nam, Tứ Xuyên).
- Meehania hongliniana B.Y.Ding & X.F.Jin, 2018: Trung Quốc (Chiết Giang).
- Meehania montis-koyae Ohwi, 1933: Đông nam Trung Quốc, Nhật Bản (tây Honshu).
- Meehania pinfaensis (H.Lév.) Y.Z.Sun ex C.Y.Wu, 1959: Trung Quốc (Quý Châu).
- Meehania urticifolia (Miq.) Makino, 1899: Viễn Đông Nga, Nhật Bản, bán đảo Triều Tiên, Trung Quốc (Cát Lâm, Liêu Ninh).